# Wiersz obrazkowy

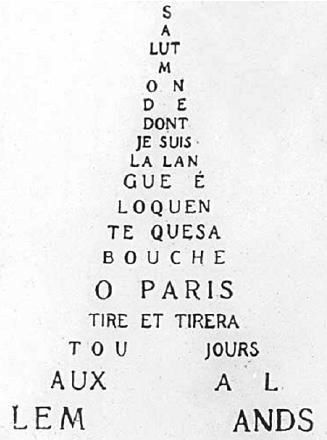
Kaligramy

Wiersz obrazkowy, carmen figuratum, technopegnion (ang. emblem verse) – wierszowany utwór, który swym kształtem graficznym przypomina kształt jakiegoś przedmiotu. 
Jest to forma zabawy poetyckiej, której początki sięgają starożytności, i która jest w użyciu do dziś. 
Przykłady:
- Guillaume Apollinaire w wierszu Kaligramy (Calligrammes) z 1918 roku
- Julian Tuwim w wierszu Pegaz dęba